# Hans-Christoph Rademann

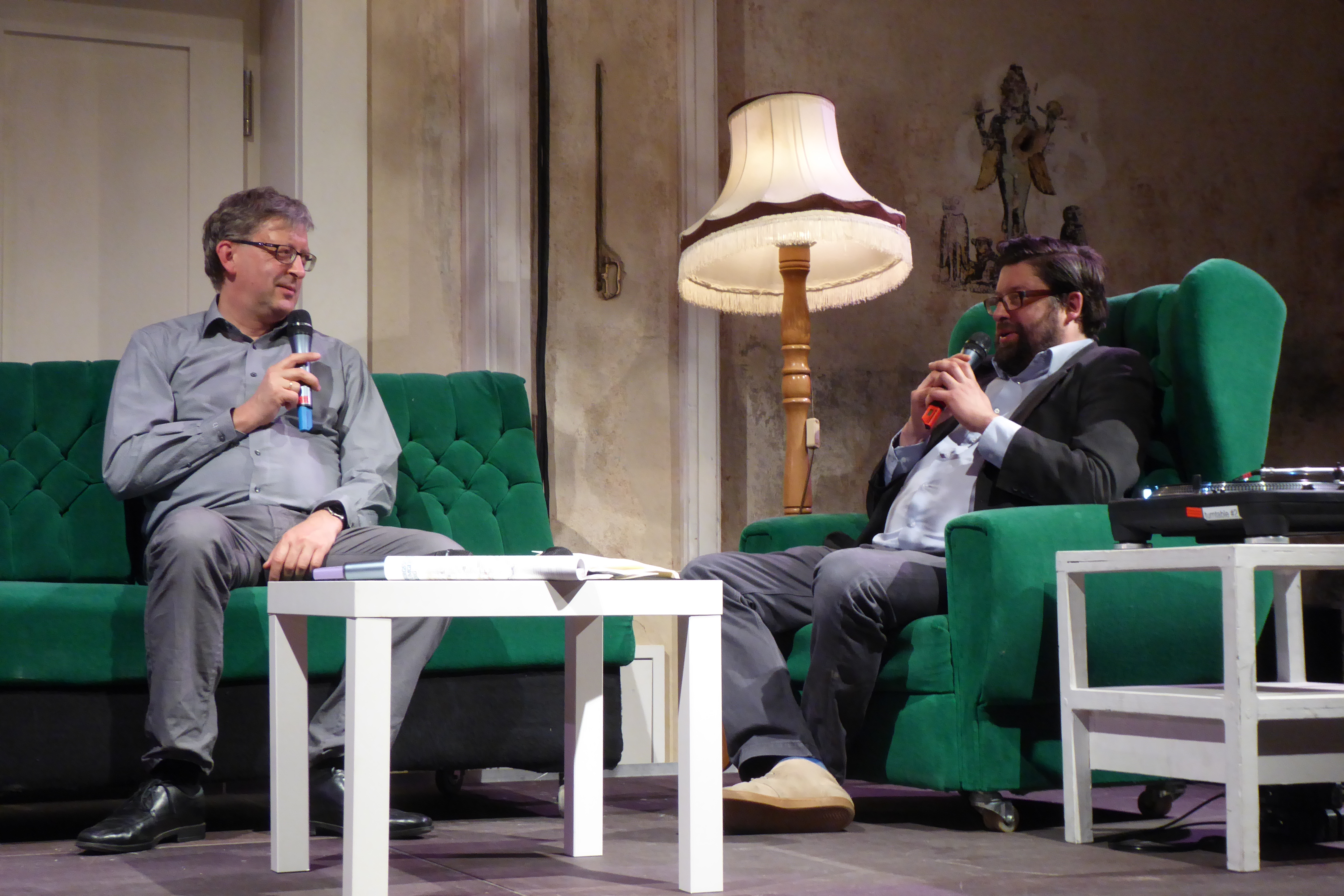
Hans-Christoph Rademann (links) im Gespräch mit seinem Bruder Max Rademann, 2018

Hans-Christoph Rademann (* 5. Januar 1965 in Dresden) ist ein deutscher Dirigent und Hochschullehrer. Seit 2013 leitet er die Internationale Bachakademie Stuttgart.

## Leben
Rademann wuchs in Schwarzenberg/Erzgeb. auf. In der von seinem Vater Rolf Rademann geleiteten Kantorei sammelte er die ersten musikalischen Erfahrungen und Eindrücke. Er erhielt als Jugendlicher Unterricht in Violine und Klavier und war von 1975 bis 1983 Mitglied des Dresdner Kreuzchores. Nach dem Abschluss der Schulzeit studierte er bis 1990 an der Musikhochschule Dresden Chor- und Orchesterdirigat. In Kursen u. a. bei Helmuth Rilling und Philippe Herreweghe sammelte er weitere Erfahrungen.
1985 gründete Rademann den Dresdner Kammerchor, den er bis heute leitet. Mit ihm und dem Dresdner Barockorchester realisierte Rademann seit 2009 in Kooperation mit dem MDR und dem Carus-Verlag Stuttgart die erste Heinrich-Schütz-Gesamteinspielung, die 2019 abgeschlossen wurde. 1991 bis 1999 war Rademann künstlerischer Leiter der Singakademie Dresden. 1994 initiierte er das Fest Alter Musik im Erzgebirge, das bis 2008 jährlich in der ersten Juliwoche an verschiedenen Orten im Erzgebirge stattfand. 1997 gab er sein Debüt als Operndirigent an den Landesbühnen Sachsen mit Mozarts Entführung aus dem Serail. 2018 fand zum fünften Mal das von ihm 2010 mitinitiierte Musikfest Erzgebirge statt, dessen Intendant Rademann ebenfalls ist.
1999 bis 2004 leitete Rademann als Chordirektor den Chor des NDR. Im Jahr 2000 wurde er als Professor für Chordirigieren an die Musikhochschule Dresden berufen; wiederholt leitet er dort auch Aufführungen der Opernklasse (unter anderem Titus) und oratorische Konzerte. Als Ideengeber und Mitinitiator des Chordirigentenforums des Deutschen Musikrates widmet er sich mit Jörg-Peter Weigle seit 2008 verstärkt der Nachwuchsförderung junger Chordirigenten.
Mit Beginn der Saison 2007/2008 übernahm er bis Mitte 2015 als Chefdirigent die Leitung des RIAS Kammerchores. Rademann arbeitete mit den Dirigenten Roger Norrington, Christoph Eschenbach und Semjon Bytschkow zusammen. Zudem dirigierte er als Gast die Vokalensembles und Orchester Collegium Vocale Gent, den „National Chamber Choir of Ireland“, die Nederlandse Bachvereiniging, die Rundfunkchöre der ARD-Anstalten, Concerto Köln und die Akademie für Alte Musik Berlin. Zum 1. Juni 2013 übernahm Rademann die Leitung der Internationalen Bachakademie Stuttgart. Als Leiter verschiedener Ensembles unternahm er Konzertreisen in die europäischen Musikzentren sowie in die USA, nach Israel, Südafrika, Indien, Sri Lanka, Argentinien, Uruguay und Japan.
Zeichen setzte er mit dem RIAS Kammerchor durch seine Interpretationen der Werke von Johann Sebastian Bach und Georg Friedrich Händel, von Felix Mendelssohn Bartholdy und Ernst Krenek sowie Wiederentdeckungen von Werken aus der Bach-Familie. Ein weiterer Schwerpunkt seiner Arbeit ist die Erschließung bislang unbekannter Werke der Dresdner Musikgeschichte. Neben der Alten Musik widmet er sich auf der anderen Seite der Neuen Musik, was sich in zahlreichen Erstaufführungen sowie in seinem Interesse an der Weiterentwicklung vokalen Komponierens niederschlägt.

## Auszeichnungen
- 1994: Förderpreis (des Kunstpreises) der Landeshauptstadt Dresden[6]
- 2008: Sächsische Verfassungsmedaille, „für sein Engagement für Kunst und Kultur in und für Sachsen“[7]
- 2014: Kunstpreis der Landeshauptstadt Dresden[8]
- 2014: Johann Walter Plakette
- 2015: Botschafter des Erzgebirges, aufgrund seiner Verdienste für die Region und die Initiierung des Musikfestes Erzgebirge[9]

- 2016: Preis der Europäischen Kirchenmusik[10]
- 2018: Internationaler Heinrich-Schütz-Preis[11]
- 2025: Georg-Friedrich-Händel-Ring

### Für Aufnahmen
- Carl Philipp Emanuel Bach: Magnificat
  - Choix France Musique (F)
  - Editor’s Choice, Gramophone (GB)
  - Preis der Deutschen Schallplattenkritik 2014 (D)
  - 10/10 Classics Today (USA)
  - Gramophone Award 2014 (GB)
- Wolfgang Rihm: Astralis und andere Chorwerke
  - Prix Caecilia
- Johann Ludwig Bach: Trauermusik
  - Choc de Classica
  - Diapason d’or
  - Preis der Deutschen Schallplattenkritik
- Johann Sebastian Bach: Messe in h-Moll
  - Preis der Deutschen Schallplattenkritik 2015 (D)
- Heinrich Schütz: Johannespassion
  - Preis der Deutschen Schallplattenkritik 2016 (D)[12]

## Diskografie (Auswahl)
RIAS Kammerchor
- Carl Philipp Emanuel Bach: Magnificat. (harmonia mundi HMC902167, 2014)
- Christmas! Verschiedene europäische Komponisten. (harmonia mundi HMC902170, 2013)
- Wolfgang Rihm: Astralis – Choral Works.  (harmonia mundi HMC902129, 2012)
- Johann Christian Bach: Missa da Requiem. (harmonia mundi HMC902098, 2011)
- Johann Ludwig Bach: Trauermusik. (harmonia mundi HMC902080, 2011)
- Ernst Krenek: Sechs Motetten. (harmonia mundi HMC902049, 2010)
- Felix Mendelssohn Bartholdy: Lieder. (harmonia mundi HMC901992, 2008)

Dresdner Kammerchor
- Heinrich Schütz: Gesamteinspielung (Carus, 2009 bis 2019)
- Max Reger: Es waren zwei Königskinder. (Carus 83.231, 2006)
- Weihnachten – Christmas – Noël. (Raumklang RK-2201, 2002)
- Johann Hermann Schein: Israelsbrünnlein. (Carus 83.350, 2012)
- O heilige Nacht. Romantische Chormusik zur Weihnacht. (Carus 83.392, 2015)
- Michael Praetorius: Es ist ein Ros. (Accentus 30505, 2021)

NDR-Chor
- Max Reger: Es sungen drei Engel. (Carus 83.155, 2004)
- Max Reger: O Tod, wie bitter bist du. (Carus 83.154, 2004)
- Anton Bruckner: Ave Maria. (Carus CV 83.151, 2002)

Gaechinger Cantorey
- Johann Sebastian Bach: Messe in h-Moll. (Carus 83.315, 2015)
- Georg Friedrich Händel: Messiah. Dublin Version, 1742. (Accentus 30499, 2020)
- Johann Sebastian Bach: Matthäus-Passion. BWV 244. (Accentus 30535, 2021)